# Тор (Marvel Comics)
Тор (англ. Thor); иногда именуемый, как Могучий Тор (англ. Mighty Thor) — супергерой комиксов издательства Marvel Comics. Персонаж основан на образе одноимённого бога — громовержца из германо-скандинавской мифологии. Его авторы в Marvel — редактор Стэн Ли, сценарист Ларри Либер и художник Джек Кирби, а первое появление приходится на комикс Journey into Mystery #83 (1962), который позже сменил название на «The Mighty Thor».
В 2012 году IGN поместил его на 1-е место в «Топе 50 лучших Мстителей». В мае 2011 года Тор занял 14 место в списке 100 лучших героев комиксов по версии IGN.
В 2011 году на экраны вышел одноимённый полнометражный фильм с Крисом Хемсвортом в главной роли. Актёр также согласился сняться в роли своего героя в фильме «Мстители» (2012) о приключениях команды супергероев, в которую в комиксах входил и Тор.

## Биография
О́дин — владыка богов Асгарда, желал сына Асгарда и Мидгарда (Земли) и потому долгое время добивался Геи — самой старшей богини Земли. Гея родила ему сына Тора в маленькой норвежской пещере. Один забрал мальчика, чтобы растить его в Асгарде вместе со своей женой Фригг.
Тор рос рядом со своим братом Локи, приёмным сыном Одина, который всегда завидовал ему, так как тому доставалось всё самое лучшее. Тор всегда выделялся среди других, и на восьмом дне рождения Один подарил своему сыну Мьёльнир — молот, зачарованный особой магией. Но получить он его сможет, когда докажет, что является достойным воином. И следующие несколько лет Тор посвятил себя тому, что тренировался и совершал подвиги. Спустя восемь лет Один вручил молот Тору, сказав, что тот — самый великий воин Асгарда.
Впервые Тор спустился на Землю в девятом столетии нашей эры, в ответ на молитвы викингов. Тор упивался такой верой к себе и вёл их в сражении, познавая путь настоящего воина. Несколько лет спустя группа викингов убила нескольких служителей христианского монастыря во имя Тора. Шокированный и разочарованный, Тор отстранился от своих поклонников и вернулся в Асгард. И вот, религия Асгардцев, некогда бывшей крайне важной, через несколько лет полностью вымерла. И хоть Тор продолжал совершать благородные поступки, в душе он оставался очень упорным, гордым и достаточно эгоистичным. Это причиняло боль Одину. Однажды, Тор преследовал монстра в земле Ледяных Гигантов, из-за чего монстр чуть не разжёг войну в Асгарде. Один захотел преподать Тору урок. Он создал людское тело для своего сына с хромой ногой и вселил в него Тора, лишив всех способностей и воспоминаний. Один отправил его на Землю, в нью-йоркский медицинский университет под именем Дональда Блэйка. Один надеялся, что его сын станет очень скромным и преданным своему делу. Но в итоге, Блэйк получил высшее образование с высокими почестями, заработал репутацию заботливого врача и блестящего хирурга, а также открыл частную практику в Нью-Йорке.
В течение долгого времени Тор не мог вспомнить ничего из своей жизни в Асгарде, хотя вскоре большая часть памяти всё же вернулась к нему. В конечном счёте, Один рассказал сыну о причине его ссылки на Землю в облике Блейка.
Тор продолжил жить среди людей в роли Дональда и заниматься медициной. Он чувствовал, что часть его каким-то образом связана именно с Землёй. Тор также очень сильно привязался к людям и желал перенять тот опыт, которым человечество могло с ним поделиться. Одинсон старался уделять время как миру людей, так и Асгарду, что он делает и по сей день.
В течение нескольких лет Тор был влюблён в Джейн Фостер, медсестру, работавшую вместе с Блейком. Один не одобрял любви сына к смертной, но даже без его участия роман подошёл к концу, и Тор возобновил роман с Сиф. Отношения сына Одина и богини всегда были сложными, и неизвестно, какими они будут в будущем. Тор был одним из основателей команды сверхлюдей, известной как Мстители. Он и сейчас является важным участником этой группы.
В 2014 году в событии «Первородный грех» был признан недостойным Мьёльнира, а всё из-за шёпота Ника Фьюри, заявившего, что Горр был прав. В дальнейшем стал использовать секиру Ярнбьёрн. Позже лишился руки. А Мьёлниром завладела бывшая возлюбленная Тора, Джейн Фостер, из-за чего он взял псевдоним Одинсон. В 705 выпуске серии «Могучий Тор» она разрушила молот, чтобы убить Мангога. Но Тор в 2019 в рамках серии «Война Царств» воссоздал Мьелнир, вновь стал достоин и, победив Малекита, вошёл на трон Асгарда.

## Силы и способности
Будучи асгардцем Тор обладает рядом сверхчеловеческих способностей. Однако благодаря тому что он является сыном Одина, Всеотца Асгарда, и Геи, одной из Старших Богов, некоторые из способностей Тора значительно превосходят аналогичные способности других представителей его расы, особенно в плане силы, выносливости и устойчивости к травмам.
Физическая сила Тора невероятно высока, он с лёгкостью поднимает вес свыше 100 тонн и было показано что он мог разрывать кабели из сплава Адамантия. Тор способен легко противостоять (и даже побеждать) таким противникам как Змей Мидгарда, Халк, Серебряный Сёрфер, Джаггернаут, Красный Халк, Гладиатор, Геркулес и даже Кулу Борсону, который был достаточно силён чтобы голыми руками сломать щит Капитана Америки. Он физически побеждал Хелу, побеждал Мефисто в его собственном царстве, сражался на равных с Зевсом и даже смог ранить умеренно сытого Галактуса, который находился в телепатической битве с Одином. Нынче считается что Тор является физически сильнейшим асгардцем.
Тор имеет фактическую неуязвимость и иммунитет к любым человеческим недугам, таким как болезни, токсины , яды, а также высокую устойчивость к большинству обычных травм. Тор смог выдержать атаки нескольких самых могущественных существ вселенной, включая лучи Разрушителя, несколько атак Одина, мультивселенного небесного отца и даже пережил атаки Целестиалов. Недостойный Тор также выдержал взрыв корабля размером с солнечную систему. Он также продемонстрировал иммунитет к отравлению свинцом и радиацией, и он устойчив к отрицательным температурам.
Хела заявила, что Тор движется со скоростью, превосходящей всякое понимание, он может быть таким же быстрым, как космические ветры и молнии, которыми он управляет. Тор может путешествовать по всей вселенной практически мгновенно, он швырнул Локи от Земли до Асгарда со «скоростью мысли»,  при расстоянии между ними в «бесконечные галактики», и он постоянно мог поспевать за скоростями Серебряного Серфера и Гладиатора.
Тор способен поддерживать себя в форме практически бесконечно, не испытывая истощения. Он был способен сражаться два года подряд без еды и сна, а его выносливость позволила ему сражаться со всей армией йотунов в течение девяти месяцев без какой-либо пищи или отдыха.
Тор обладает феноменальными ловкостью и реакцией. Природное равновесие, ловкость и координация движений Тора достигли уровня, намного превосходящего естественные физические пределы даже самых лучших спортсменов. Тор может отслеживать объекты, движущиеся быстрее скорости света, и он всегда мог реагировать на объекты на своем пути, когда путешествовал в космическом пространстве на полной скорости или сражался с противниками, способными двигаться и атаковать с такой высокой скоростью на близком расстоянии.
Тор обладает способностью манипулировать огромным количеством энергии. Используя Мьёльнир, он может преобразовывать энергию бури в настолько мощные взрывы, что способен уничтожить Вторичный Адамантий. Тор также может направлять свою божественную энергию через Мьёльнир, создавая лучи, достаточно мощные, чтобы убить даже бессмертных. 
Нося титул Бога Грома, Тор обладает способностями к погодной манипуляции космического уровня, как с помощью Мьёльнира, так и без него. Тор может призывать и контролировать почти бесконечной силы шторма, вызывая дождь, ветер, гром и молнии. Он также обладает способностью создавать неестественную погоду, такую как огненный дождь, а так же он может создавать погодные явления там, где обычно это невозможно, например в космическом вакууме. Тор неоднократно демонстрировал способность создавать электрические бури, ураганные ветры, торнадо, цунами, метели, а также землетрясения, которые, как было показано, охватывали целую планету. Тор обладает способностью влиять на погоду в масштабах всей планеты. Тор способен остановить любые погодные условия, которые он создает. Тор также может выпускать из рук смертельные и необузданные молнии, а также впитывать молнии в свои руки, чтобы усиливать свои удары. Даже будучи младенцем, он создавал бури, достаточно сильные, чтобы сотрясти весь Иггдрасиль и Царства в его ветвях.

## Кто носил титул Тора
- Тор Одинсон
- Громобой (Эрик Мастерсон)
- Бета Рэй Билл
- Локи
- Дарго Ктор
- Джейн Фостер
- Роджер Норвелл

## Альтернативные версии

### Дэдпул уничтожает Вселенную Марвел(Земля 12101)
Тор как и другие члены Мстителей и Новых Мстителей собрались в Особняке Мстителей, чтобы придумать план, как остановить Дэдпула, начавшего убивать сверхлюдей. Во время разговоров между супергероями, Уэйд активировал бомбы, уменьшенные с помощью частиц Пима. Несмотря на взрыв особняка Тору удалось выжить. Выбравшись из под обломков, Бог грома запустил в наёмника свой Мьёльнир. Уилсон сумел поймать и запустить молот обратно увеличив его оставшимися частицами Пима. В итоге Тор был раздавлен своим же оружием.

## Тор вне комиксов

### Кино
Впервые в кино Тор появился в фильме 1988 года «Невероятный Халк: Возвращение».

#### Кинематографическая вселенная Marvel
Во всех восьми фильмах Тора сыграл актёр Крис Хемсворт. Также в первом фильме появляется юный Тор, которого сыграл Дакота Гойо. Первый намёк на персонажа был сделан в сцене после титров фильма «Железный человек 2» (2010).
Фильмы
- «Тор» — первый сольный фильм.
- «Мстители» — первый кроссовер-фильм
- «Тор 2: Царство тьмы» — второй сольный фильм.
- «Мстители: Эра Альтрона» — второй кроссовер-фильм.
- «Доктор Стрэндж» — Тор появляется в сцене после титров, где заручается поддержкой Доктора Стрэнджа.
- «Тор: Рагнарёк» — третий сольный фильм.
- «Мстители: Война бесконечности» — третий кроссовер-фильм. По сюжету он получает новое оружие «Громсекира» с помощью Ракеты и Грута (его рука послужила рукояткой оружия)
- «Мстители: Финал» — четвёртый кроссовер-фильм. По сюжету Тор убивает Таноса, а затем спустя пять лет отращивает бороду и набирает вес, становясь правителем Нового Асгарда в Тёнсберге. Присоединяется к Мстителям в путешествии во времени с целью собрать Камни Бесконечности и исправить последствия щелчка.
- «Тор: Любовь и гром» — четвёртый сольный фильм. Натали Портман вернулась к роли Джейн Фостер, которая стала женской версией Тора.

### Мультсериалы
- Тор — главный персонаж в мультсериале «Могучий Тор», являющимся частью шоу «Супергерои Marvel» 1966 года.
- Тор эпизодически появляется в мультсериале «Человек Паук» 1981 года.
- В мультсериале «Человек-паук и его удивительные друзья» Тор появился в эпизоде «Vengeance of Loki».
- Актёр Джон Рис-Дэвис озвучил Тора в мультсериалах «Фантастическая четвёрка» и «Невероятный Халк».
- Тор появляется в эпизоде «Тёмный Феникс» мультсериала «Люди Икс» 1992 года.
- Тор появляется на заставке мультсериала «Мстители: Всегда Вместе».
- Тор — постоянный персонаж в мультсериале «Супергеройский отряд».
- Тор — один из главных героев мультсериалов «Мстители: Могучие Герои Земли» и «Мстители: Общий Сбор!».
- Тор эпизодически появляется в мультсериалах «Совершенный Человек-Паук» и «Халк и агенты У.Д.А.Р.а.».
- Тор появляестя в мультсериале Финес и Ферб в серии «Миссия Марвел».
- Тор вместе с Локи появляется в мультсериале «Лего Марвел Супергерои: Максимальная Перезагрузка».
- Тор — один из главных героев аниме-мультсериала «Мстители: Дисковые войны».

### Мультфильмы
- Тор появился в нескольких анимационных фильмах, включая: «Новые Мстители», «Новые Мстители 2», «Новые Мстители: Герои завтрашнего дня», «Халк против Тора», «Тор: Сказания Асгарда» и 4-серийный анимированный комикс «Тор и Локи: Кровные братья», входящий в цикл «Marvel Knights».
- В аниме «Секретные материалы Мстителей: Чёрная вдова и Каратель».
- Тор появился в мультфильме «Приключения Супергероев: Морозный Бой / Marvel Super Hero Adventures: Frost Fight!».

### Видеоигры
Тор появился как играбельный персонаж в нескольких видеоиграх:
- Marvel Heroes
- Marvel vs. Capcom: Clash of Super Heroes
- Marvel: Contest of Champions
- Marvel: Ultimate Alliance
- Marvel: Ultimate Alliance 2
- Marvel: Future Fight
- Marvel vs. Capcom 3: Fate of Two Worlds
- Thor: God of Thunder
- Marvel: Avengers Alliance[англ.]
- Marvel Heroes
- Disney Infinity: Marvel Super Heroes[англ.]
- LEGO Marvel Super Heroes
- LEGO Marvel’s Avengers
- LEGO Marvel Super Heroes 2

## Критика и отзывы
В мае 2011 года Тор занял 14 место в списке 100 лучших героев комиксов по версии IGN.